# Castel Boglione
Castel Boglione (Castervé in piemontese) è un comune italiano di 591 abitanti della provincia di Asti in Piemonte.
Situato nelle Langhe (Langa Astigiana), è noto per la produzione vinicola, molto diffusa nella zona.

## Storia

### Simboli
Lo stemma e il gonfalone sono stati concessi con D.P.R. del 13 maggio 1957.
Il gonfalone è un drappo partito di azzurro e di bianco. È decorato della Medaglia di Benemerenza del Sacro Militare Ordine Costantiniano di San Giorgio. 

## Società

### Evoluzione demografica
Abitanti censiti

## Cultura

### Eventi
- Fiera dell'Assunta (festa religiosa il 15 agosto). Rassegna delle tipicità monferrine e langarole, a cura del Comune e della Pro Loco.

## Amministrazione
Di seguito è presentata una tabella relativa alle amministrazioni che si sono succedute in questo comune.
| Periodo        | Periodo        | Primo cittadino     | Partito                                              | Carica  | Note  |
| -------------- | -------------- | ------------------- | ---------------------------------------------------- | ------- | ----- |
| 12 giugno 1985 | 30 maggio 1990 | Francesco Berta     | -                                                    | Sindaco | [ 7 ] |
| 30 maggio 1990 | 24 aprile 1995 | Francesco Berta     | Democrazia Cristiana                                 | Sindaco | [ 7 ] |
| 24 aprile 1995 | 14 giugno 1999 | Francesco Berta     | centro                                               | Sindaco | [ 7 ] |
| 14 giugno 1999 | 14 giugno 2004 | Francesco Berta     | lista civica                                         | Sindaco | [ 7 ] |
| 14 giugno 2004 | 8 giugno 2009  | Carlo Migliardi     | lista civica                                         | Sindaco | [ 7 ] |
| 8 giugno 2009  | 26 maggio 2014 | Carlo Migliardi     | lista civica                                         | Sindaco | [ 7 ] |
| 26 maggio 2014 | 25 maggio 2019 | Claudio Gatti       | lista civica Lavoriamo insieme                       | Sindaco | [ 7 ] |
| 26 maggio 2019 | 09 giugno 2024 | Gianfranco Bossi    | lista civica Castel Boglione per la comunità         | Sindaco | [ 7 ] |
| 10 giugno 2024 | in corso       | Graziella Zanchetta | lista civica Per Castel Boglione Graziella Zanchetta | Sindaco | [ 7 ] |